# 改寫
改寫（Paraphrase）也稱為重述或譯意，是用不同的文字重新敘述一句話。Paraphrase是來自拉丁语的，古希臘語的，是指「其他的表達方式」。在自然语言处理中，又称为文本复述。

## 分析
改寫的詞句一般是要解釋或澄清被改寫的來源文字。例如「紅燈亮了」可以改寫為「因為紅燈亮了，所以火車無法通過」。
改寫詞句不一定要直接引用。改寫的詞句一般是要說明原詞句的觀點，或是澄清原詞句出現時的語境。改寫的詞句一般會比原詞句的摘要要詳細。一般而言，需要在改寫詞句後面加上原詞句的來源。例如：當紅燈亮的時候，火車無法通過（維基百科）。
改寫詞句會設法保存原詞句必要的语义。因此（刻意或無意的）將原詞句詮釋成原詞句沒有的意義，是屬於「原創研究」，不是改寫詞句。
改寫和直譯（metaphrase）不同，直譯是和原詞句形式對等（formal equivalent）的詞句，而改寫和原詞句動態對等（dynamic equivalent）。直譯是逐字的翻譯原詞句的內容，而改寫是將原詞句的主要概念表達出來。

## Biblical paraphrase
此一詞語也可以應用在Biblical paraphrase，這是中古世紀歐洲最廣為流傳的聖經相關著作。Biblical paraphrase的目的不是精準的解釋其完整含意或所有內容，而是從聖經中選擇一些材料，符合基督教正統教義，不會成為異端的內容，也有可能取材自聖經，選出一些有趣的、有娛樂性或是靈性益處的內容，提供給大眾，也有可能只是節取了其中部份的文字。

## 用自己的話重寫
「用自己的話重寫」是指寫作者以其自身的寫作風格，將原始的概念重寫了一次。現今有不少的模型可以學習及識別自然語言文字的改寫。也可以用文字簡化軟體進行文字的改寫。

## 版权
在某些情況下，改述受版權保護的材料可能會構成侵犯版權。在大多數有版權法的國家中，版權適用於作品的原有表達方式，而非所表達的含義或概念。改述可能是對表達的侵犯，也可能是對概念可允許進行的重述，兩者不是非黑即白，而是程度上的問題。普通法國家的版權法試圖避免對概念和表達方式的性質進行此種理論性討論，它們會對所謂的概念/表達方式二分法採取更務實的觀點。先前作品和改述之間的可接受差異程度取決於許多因素，最終要視乎法院對每個個案的判斷。